# Voltaire (siège)
Pour les articles homonymes, voir Voltaire (homonymie).

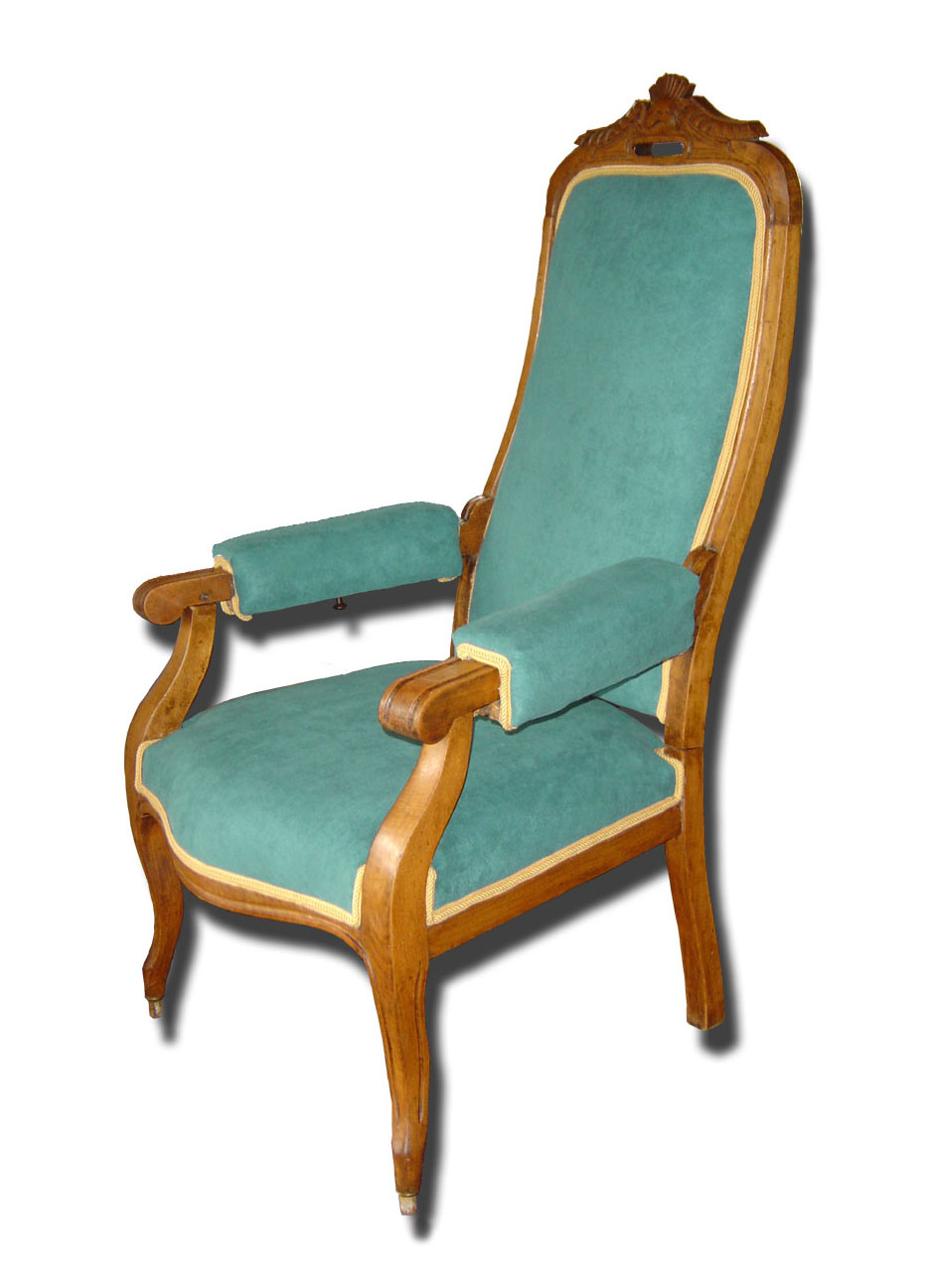
Fauteuil voltaire.

Un voltaire est un grand fauteuil confortable (bien rembourré) à haut dossier incliné. Les accotoirs sont larges et rembourrés, facilitant la position de repos. À la fin du XIXe siècle, il était surtout en usage pour les malades et les personnes âgées.
On ignore l'origine du nom : elle tiendrait vraisemblablement à une représentation de Voltaire, datant des années 1820, dans laquelle l'écrivain philosophe apparait alangui dans un haut fauteuil médaillon avec dossier en bois naturel apparent.
Le fauteuil « voltaire » est caractéristique du « style Louis-Philippe », au point que les fauteuils de cette forme resteront imprégnés de la mode de cette époque tout au long du XIXe siècle.
À l’origine, les « voltaire » portaient des décors de grosses fleurs sur fond assez sombre (rouge bordeaux foncé ou vert foncé). Le même thème de gros bouquets sur un fond noir sera repris par le style Napoléon III.
Il existe un modèle de fauteuil voltaire dit « à crémaillère », qui permet une légère inclinaison du dos du fauteuil. C'est alors l'ancêtre du fauteuil relax. On trouve même des versions avec un pose-pied escamotable, dissimulé sous l'assise du siège.